# Morazán (Guatemala)
Morazán è un comune del Guatemala facente parte del dipartimento di El Progreso.
Chiamato "Tocoy Tzima" ai tempi della colonizzazione spagnola, assunse il nome attuale il 15 settembre 1887. Dal 1908 parte del dipartimento di Baja Verapaz, passò in quello di El Progreso nel 1934.